# Gluta tavoyana
Gluta tavoyana är en sumakväxtart som beskrevs av Joseph Dalton Hooker. Gluta tavoyana ingår i släktet Gluta och familjen sumakväxter. Inga underarter finns listade i Catalogue of Life.